# Championnat du Portugal des rallyes
Le Championnat du Portugal des rallyes (ou Campeonato de Portugal de Ralis, ou CPR) est organisé annuellement par la Federação Portuguesa de Automobilismo e Karting.

## Palmarès
| Année       | Champion                           |
| ----------- | ---------------------------------- |
| 2024        | Kris Meeke                         |
| 2023        | Teodósio Ricardo                   |
| 2022        | Armindo Araújo                     |
| 2021        | Ricardo Teodosio                   |
| 2020        | Armindo Araújo                     |
| 2019        | Ricardo Teodosio                   |
| 2018        | Armindo Araújo                     |
| 2017        | Carlos Vieira                      |
| 2016        | José Pedro Fontes                  |
| 2015        | José Pedro Fontes                  |
| 2014        | Pedro Meireles                     |
| 2013        | Ricardo Moura                      |
| 2012        | Ricardo Moura                      |
| 2011        | Ricardo Moura                      |
| 2010        | Bernardo Sousa                     |
| 2009        | Bruno Magalhães                    |
| 2008        | Bruno Magalhães                    |
| 2007        | Bruno Magalhães                    |
| 2006        | Armindo Araújo                     |
| 2005        | Armindo Araújo                     |
| 2004        | Armindo Araújo                     |
| 2003        | Armindo Araújo                     |
| 2002        | Miguel Campos                      |
| 2001        | Adruzilo Lopes                     |
| 2000        | Pedro Matos Chaves                 |
| 1999        | Pedro Matos Chaves                 |
| 1998        | Adruzilo Lopes                     |
| 1997        | Adruzilo Lopes                     |
| 1996        | Fernando José Rebelo Martins Peres |
| 1995        | Fernando José Rebelo Martins Peres |
| 1994        | Fernando José Rebelo Martins Peres |
| 1993        | Jorge Manuel Costa Bica            |
| 1992        | Joaquim Santos                     |
| 1991        | Carlos Mário Costa Bica            |
| 1990        | Carlos Mário Costa Bica            |
| 1989        | Carlos Mário Costa Bica            |
| 1988        | Carlos Mário Costa Bica            |
| 1987        | José António Inverno Amaral        |
| 1986        | Joaquim Moutinho da Silva Santos   |
| 1985        | Joaquim Moutinho da Silva Santos   |
| 1984        | Joaquim Santos                     |
| 1983        | Joaquim Santos                     |
| 1982        | Joaquim Santos                     |
| 1981        | António Santinho Mendes            |
| 1980        | António Santinho Mendes            |
| 1979        | José Pedro Braga Fernandes Borges  |
| 1978        | Carlos Torres Marques Pires        |
| 1977        | Giovani Giacomo Zerla Salvi        |
| 1976        | António Joaquim Póvoas Diegues     |
| 1975        | Manuel “Inácio” de Sousa e Silva   |
| 1974        | Non disputé                        |
| 1973 à 1969 | Pas de titre absolu                |
| 1968        | Américo da Silva Nunes             |
| 1967        | Américo da Silva Nunes             |
| 1966        | Manuel Lopes Gião                  |
| 1965        | Alfredo César Torres               |
| 1964        | Fernando Basílio dos Santos        |
| 1963        | Horácio Carvalho de Macedo         |
| 1962        | José Baptista dos Santos           |
| 1961        | Horácio Carvalho de Macedo         |
| 1960        | José Manuel Falcão Mendes Pereira  |
| 1959        | José Luís Abreu Valente            |
| 1958        | José Luís Abreu Valente            |
| 1957        | Horácio Carvalho de Macedo         |
| 1956        | Fernando Stock                     |

(nb:les classements du premier championnat en 1955 ne donnent pas lieu à l'attribution d'un titre absolu toutes catégories; José Carpinteiro Albino est champion en catégorie Tourisme (pas de titre absolu alors) en 1970;
le Portugal est avec l'Italie le seul pays à avoir eu trois des épreuves de son championnat national incorporées en Intercontinental Rally Challenge (les rallyes du Portugal, de Madère, et des Açores). Le classement global dans les trois courses majeures citées permet en outre annuellement de décerner  la Coupe d'Or des rallyes.)